# 本多しおり
 本多 しおり（ほんだ しおり、2000年〈平成12年〉12月20日 - ）は、日本のアイドル、グラビアアイドルであり、アイドルグループ「FES☆TIVE」のメンバーである。埼玉県出身。RIZEプロダクション所属。ミスマガジン2019ファイナリスト。

## 来歴
2016年6月、アイドルグループ「恋するフリーク」に本夛栞名義でオリジナルメンバーとして加入しデビュー。2019年4月、グループ名を「Koifuri」に改名。2019年8月、新メンバーを加えて「プラスワン」に再編成するが、2021年11月に解散。
2019年5月に講談社・ミスマガジンファイナリストとなり、以降はグラビアアイドル、お菓子系アイドルとしても活動。
2021年6月16日、アイドルグループ「I MY ME MINE」にオリジナルメンバーとして加入し、神田明神ホールでデビュー。2022年3月にはヤングジャンプ主催『サキドル エース サバイバル』にグループを代表してエントリー。受賞はならずも3位となった。
2023年、『Cream』2月号（メディアックス）で雑誌初の単独表紙を担当した。
2023年5月3日のライブをもってI MY ME MINEを卒業。同年5月29日、「FES☆TIVE」への加入を発表し、同グループの4代目緑担当となった。

## 人物
趣味は食べる事、自撮り、話す事。特技は変顔、ほっぺた伸ばし、早起き。
アイドルになったのは母の影響であり、幼いころから松浦亜弥を見て影響を受けたことを挙げている。
2023年5月発売の雑誌『FAVE』（らんくう）には「超元気グループの正統派美少女」の肩書で、この時点で同グループであった櫻井もえとともに取り上げられた。
『フューチャーサイダー』メンバーの本多あおいは実妹。2022年12月28日にWITH HARAJUKUで行われたしおりの生誕直前ライブや、2023年2月28日にSpotify O-nestで行われたあおいの生誕祭では姉妹共演を果たしている。

## 出演

### ウェブテレビ
- 今日、好きになりました。（2019年2月25日 ‐ 3月25日、ABEMA）※本多栞（しおり）名義
- 矢口真里の火曜The NIGHT（2019年5月15日、ABEMA）